# 懐古の客
「懐古の客」（かいこのきゃく）は、藤子不二雄の藤本弘（のちの藤子・F・不二雄）による読切SF漫画作品。『ビッグコミック』の1982年（昭和57年）8月10日号に掲載。のちに『藤子・F・不二雄 SF短編PERFECT版』第8集に収録。

## 概要
未来から来たカメラ販売員のヨドバが登場する作品の一つ。ヨドバが最初に登場した作品は「タイムカメラ」であるが、この作品はその話からさかのぼり、ヨドバが現代に来た時の話がかかれている。

## ストーリー
駆け出しの漫画家である太見は、カメラマンの友人に部族の村での生活を聞かされる。友人は感動しながら、文明に隷属しない彼らこそが人間らしい生活を送っていたのだと言い帰って行く。刺激と感動を味わえる彼を羨む太見だったが、突然未来から来たヨドバと名乗る男が自分のボロ部屋に居座ってしまう。ヨドバにとってはこのボロアパートの「原始的な」生活が感動の連続だった。ところが未来生活を送る彼は免疫がまるでなく、食中毒とおたふく風邪とむしさされの合併症だけで命に関わる程の重病となり入院し、生死をさまようこと1ヶ月。集合予定の日付けを超えていたため、ヨドバは未来に帰れなくなり、また入院前に宿泊費を支払っていたため、太見もボロアパートを立ち退き、ボロアパートのあった場所は更地になっていた。
現代に取り残されたヨドバは、これからどうするか、悩むのだった。

## 登場人物
ヨドバ
パック旅行の「グッドオールドデイズ一週間」で現代にやってきたタイムトラベラー。民宿の斡旋を頼んだところ、太見の住むボロアパートの部屋を紹介され1週間居座ることになる。ところがその後現代に取り残されてしまう事になる。これ以降、他のカメラシリーズの作品にて、未来のカメラを売り歩くセールスマンとなる。
太見
駆け出しの漫画家。築40年の今にも崩れそうなボロアパートに一人住んでいる（他の住民は退去している）。そんな部屋を気に入ったヨドバに民宿として居座られる。
カメラマン
太見の友人。かつて首狩り族だった民族の村に1週間滞在したことで、受験戦争や税金などと関わりのない彼らこそが人間らしい生活をしているのだと感じる。
大家
アパートを取り壊して駐車場としたいのだが、太見が立ち退かない事でそれができずにいて困っている。
添乗さん
タイムトラベルビューローのパック旅行の添乗員。小池さんが演じている。安孫子単独作品『添乗さん』の主人公の特別出演（『懐古の客』での作画は藤本）。